# EFAF Cup 2003
Der EFAF Cup 2003 war die zweite Auflage des damals zweitwichtigsten Wettbewerbs für American-Football-Vereinsmannschaften auf europäischer Ebene.
An der zweiten Auflage des EFAF Cups nahmen sieben Teams in zwei Divisionen teil. Die Austragungsrechte am Endspiel wurden Innsbruck und Karlstad versprochen, sollte das jeweilige Team seine Division gewinnen. Für den Fall, dass beide Teams am Finale teilnehmen, sollte das Endspiel in Innsbruck stattfinden.

## Division A
| Datum  | Kickoff | Heim                        | Ergebnis                               | Gast                        | Stadion               |
| ------ | ------- | --------------------------- | -------------------------------------- | --------------------------- | --------------------- |
|        |         | PA Knights                  | 24:7 (7:0, 7:0, 0:0, 10:7) Bericht     | Zürich Renegades            |                       |
| 2. Mai | 19:40   | Papa Joe’s Tyrolean Raiders | 56:21 (14:7, 14:14, 21:0, 7:0) Bericht | PA Knights                  | Tivoli-Neu, Innsbruck |
|        |         | Zürich Renegades            | 26:50 (0:14, 6:7, 6:14, 14:15) Bericht | Papa Joe’s Tyrolean Raiders |                       |

|    | Verein           | Sp | TD     | Diff. | Punkte |
| -- | ---------------- | -- | ------ | ----- | ------ |
| 1. | Tyrolean Raiders | 2  | 106:47 | +59   | 4:0    |
| 2. | PA Knights       | 2  | 45:63  | −18   | 2:2    |
| 3. | Zürich Renegades | 2  | 33:74  | −41   | 0:4    |

## Division B
| Datum     | Heim  | Ergebnis           | Gast                                 | Stadion            |                        |
| --------- | ----- | ------------------ | ------------------------------------ | ------------------ | ---------------------- |
| 13. April |       | Roskilde Kings     | 0:46 Bericht                         | Carlstad Crusaders | Vanløse Stadion        |
|           |       | Avedøre Monarchs   | 20:0                                 | Kiev Slavs         |                        |
| 4. Mai    | 13:00 | Carlstad Crusaders | 25:12 (0:7, 13:0, 12:5, 0:0) Bericht | Avedøre Monarchs   | Tingvalla IP, Karlstad |

## Finale
| Datum    | Kickoff | Heim             | Ergebnis                           | Gast               | Stadion               |
| -------- | ------- | ---------------- | ---------------------------------- | ------------------ | --------------------- |
| 14. Juni | 19:30   | Tyrolean Raiders | 7:28 (0:14, 7:0, 0:7, 0:7) Bericht | Carlstad Crusaders | Tivoli-Neu, Innsbruck |